# Biganenahalli, Turuvekere
Biganenahalli là một làng thuộc tehsil Turuvekere, huyện Tumkur, bang Karnataka, Ấn Độ.